# 蜜蠟石
蜜蠟石（英語：Mellite）是一種稀有的有機礦物，化學成分為苯六甲酸的鋁鹽，化學式為Al2C6(COO)6·16H2O。
它是一種半透明的蜂蜜色晶體，可以拋光和刻面成寶石。它以四方晶系結晶，並以良好晶體和無定形塊體形式出現。它很柔軟，莫氏硬度為2到2.5，比重為1.6。
它最初於1789年在德國圖林根州的Artern被發現。 隨後在俄羅斯、奧地利、捷克共和國和匈牙利也發現了它。 它的英文名來源於希臘語（meli，意為“蜂蜜”），暗指它的顏色。
它被發現與褐煤有關，推斷它是由植物材料和來自黏土的鋁形成的。

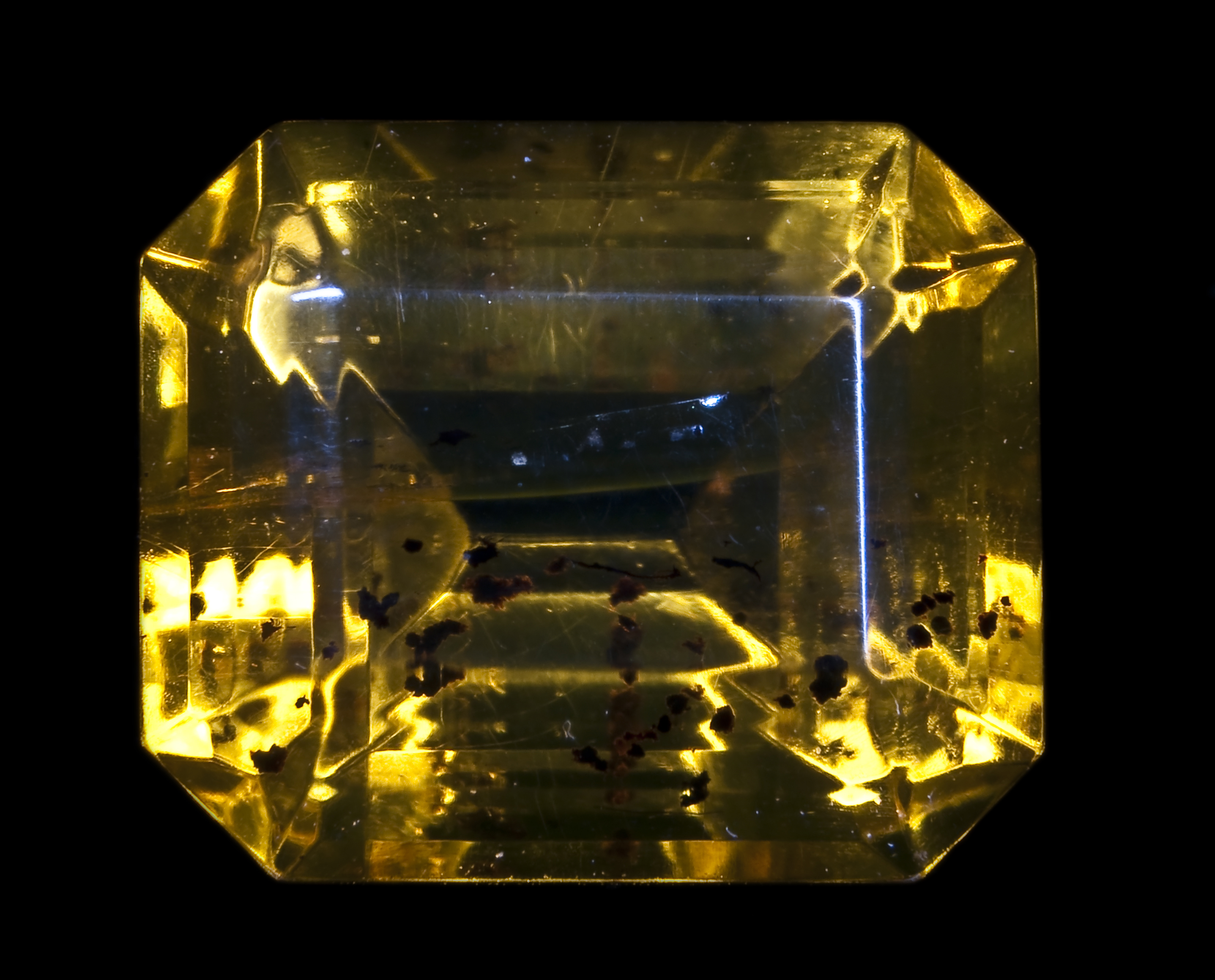
切割和拋光后的蜜蠟石寶石

## 結構
蜜蠟石的晶體結構已通過中子衍射確定，由輕微變形的Al(H2O)63+八面體組成，通過氫鍵與[C6(COO)6]6−苯六甲酸鹽陰離子和結晶水相連。

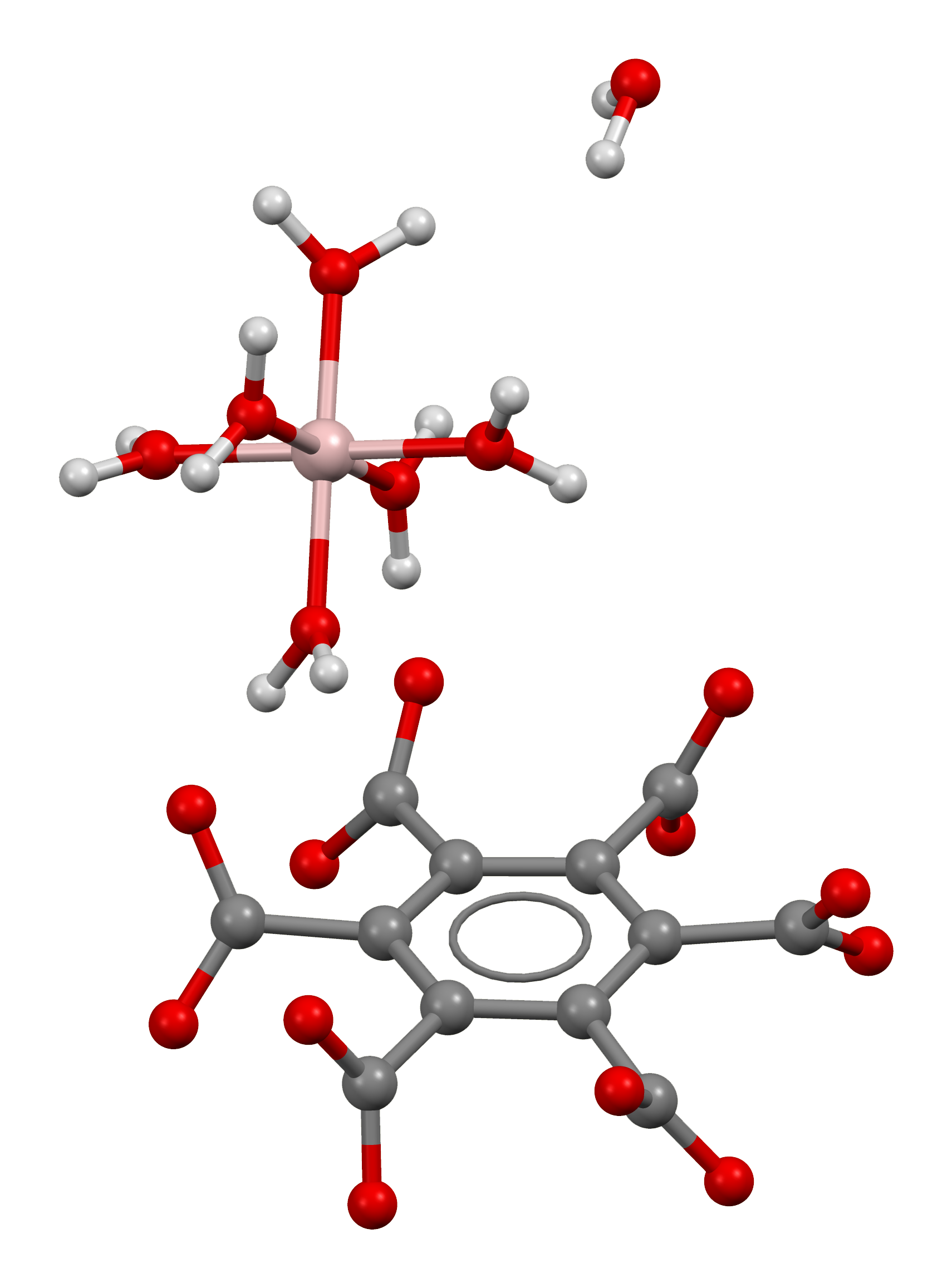
蜜蠟石不對稱單元的球棍模型
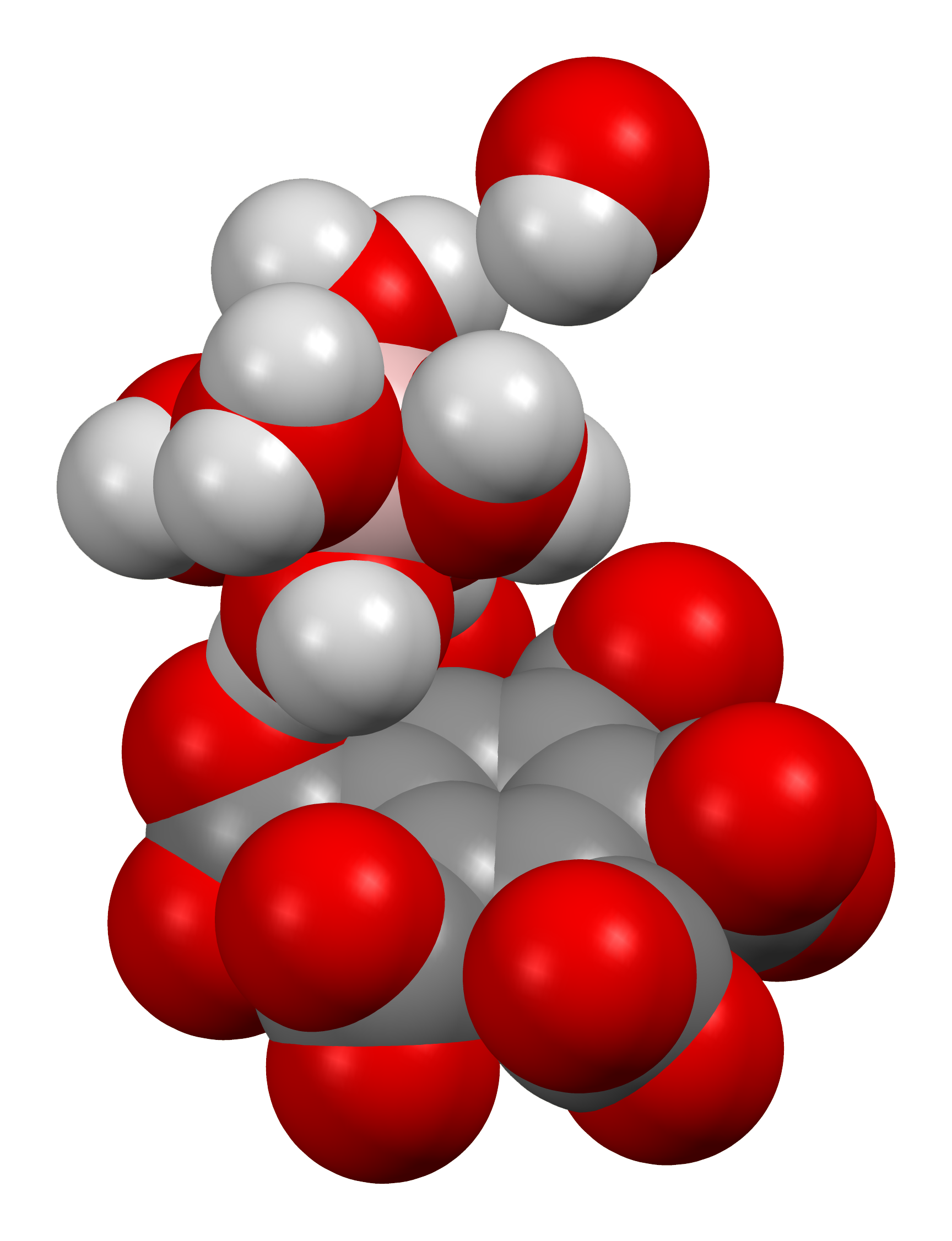
不對稱單元的空間填充模型
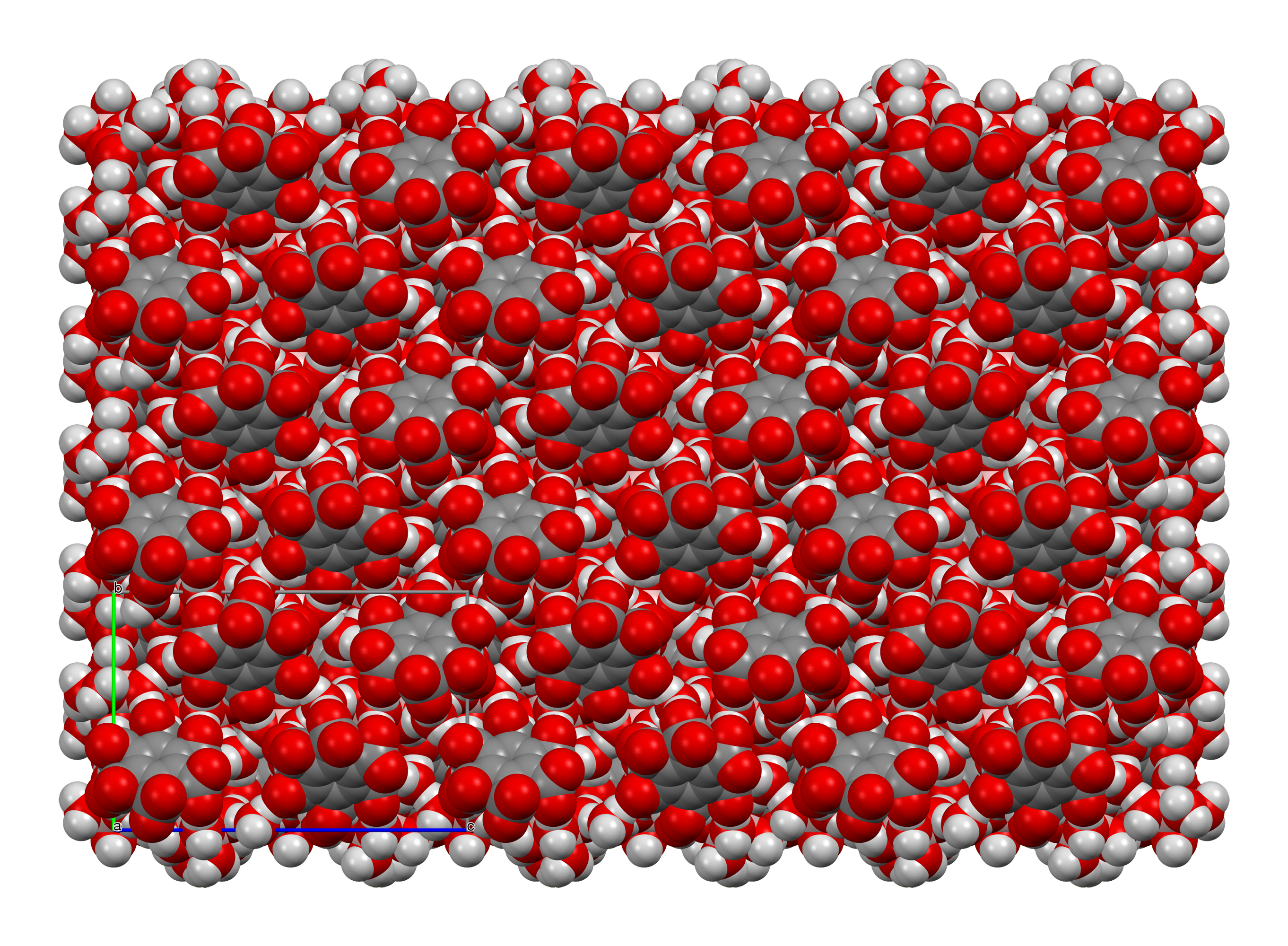
3×3×3單元晶胞